# Rio di San Biagio (Veneția)

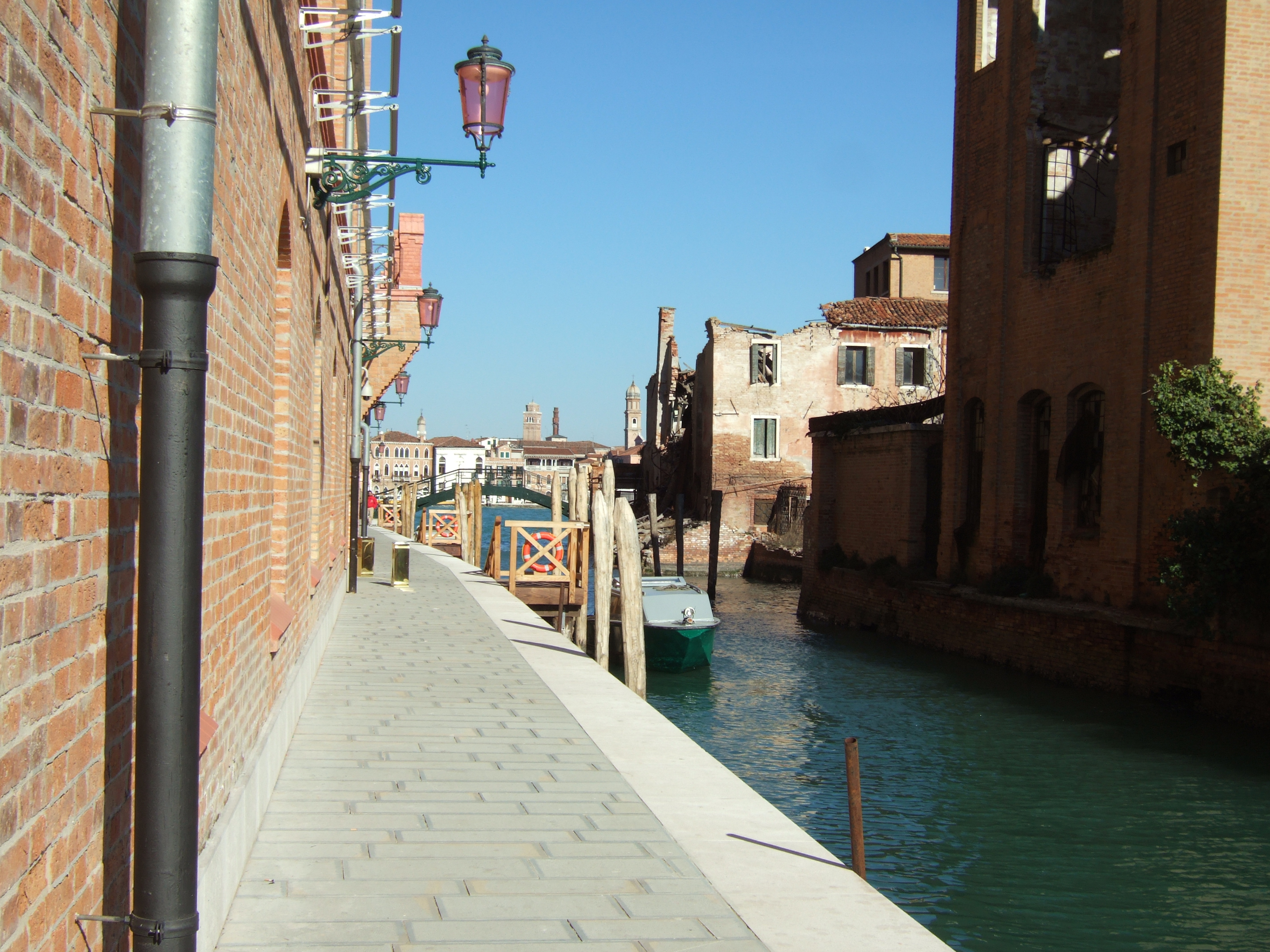
Canalul

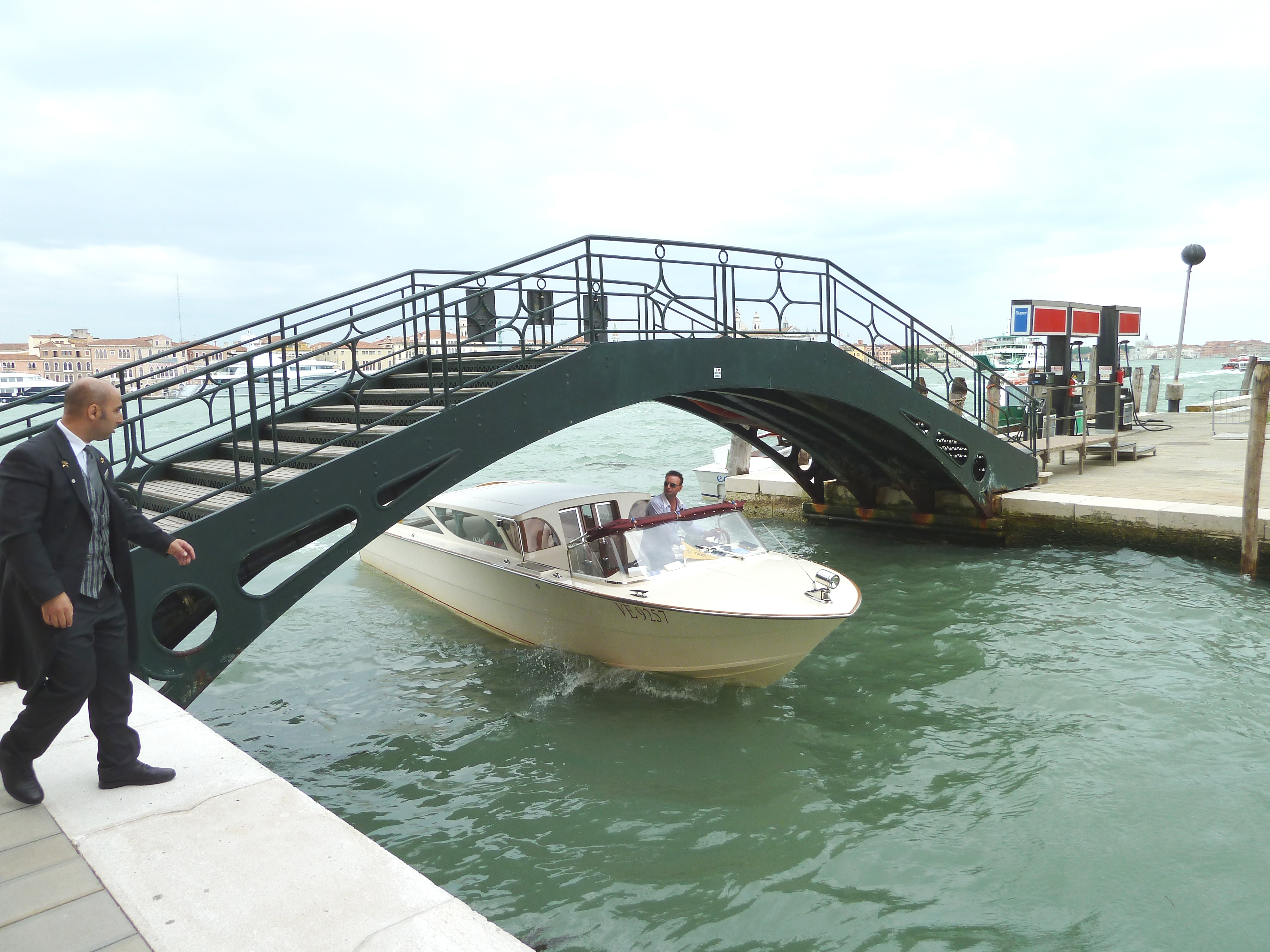
Ponte S.Biagio

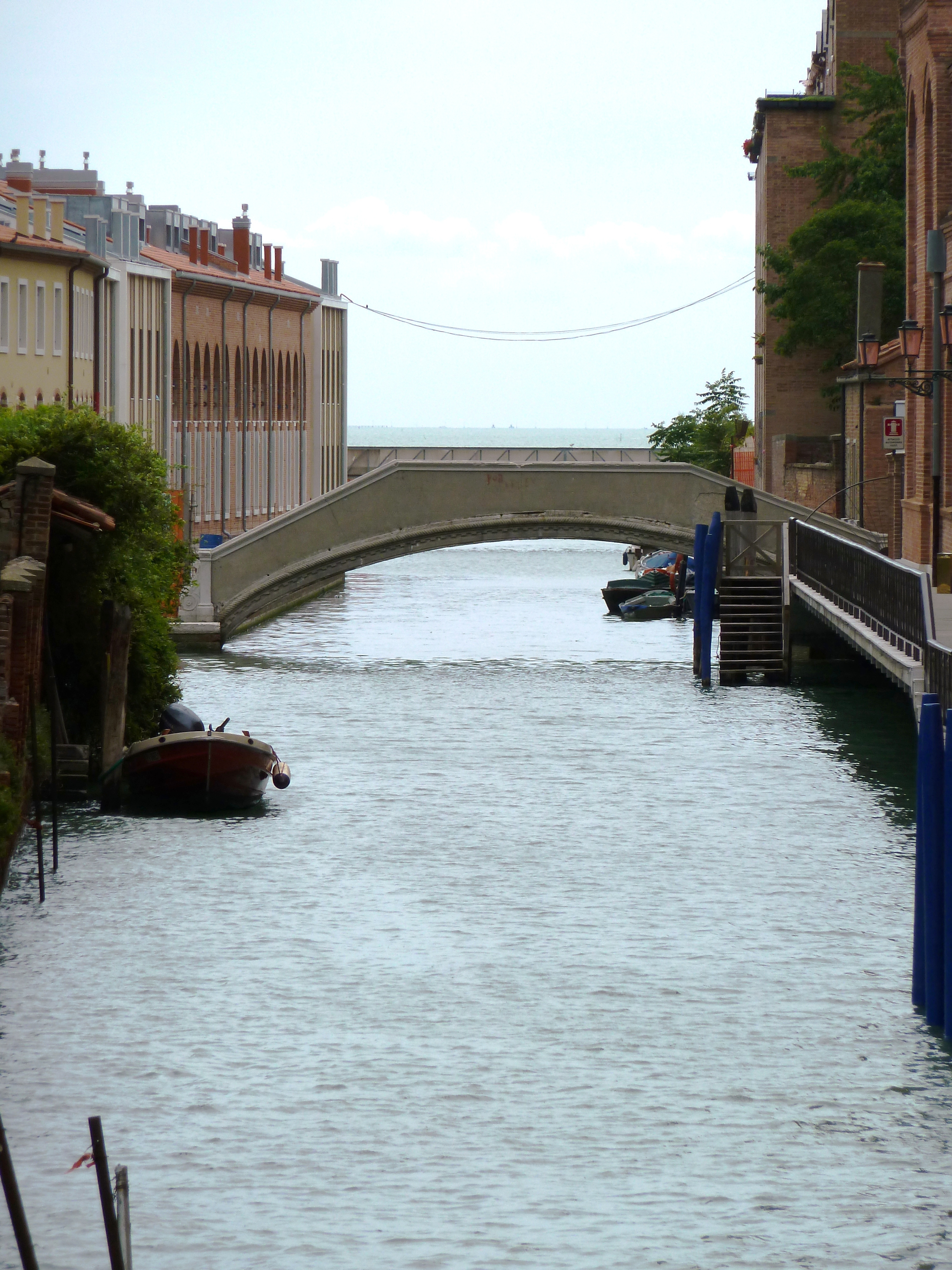
Ponte Priuli

Rio di San Biagio (canalul Sf. Blaziu) este un canal din Veneția, pe insula Giudecca din sestiere Dorsoduro.

## Origine
Fericita Giuliana de Collalto, benedictină din mănăstirea din  Salvarola, din apropiere de Este, a fondat aici în 1222 o biserică dedicată sfinților Blaziu (Biagio) și Cataldo, o mănăstire benedictină înlocuind o biserică veche și un azil destinat să-i găzduiască pe pelerinii care plecau în Țara Sfântă. În 1519 mănăstirea a fost reformat de patriarhul Antonio Contarini și renovată. Biserica a fost desacralizată în 1810 și în cele din urmă distrusă în 1895 pentru a face loc fabricii Molino Stucky.

## Descriere
Rio di San Biagio are o lungime de aproximativ 360 de metri. El traversează Giudecca de la nord la sud și se varsă în Canalul Giudecca.

## Localizare
Pe malurile acestui canal se află:
- rio de le Convertite.
- Molino Stucky

## Poduri
Acest canal este traversat de două poduri (de la sud la nord):
- Ponte Priuli care conectează Fondamenta delle Convertite și Calle Priuli ;
- Ponte San Biagio ce leagă fondamenta omonimă și Molino Stucky.